# Kampen om skogarna
Kampen om skogarna (War of the Wendigo) är en Disneyserie skapad av Don Rosa.
Den handlar om hur Joakim von Anka, Kalle Anka och Knattarna återvänder till de djupa skogarna befolkade av pygméindianer. Serien har ett tydligt miljöbudskap. Serien är en fristående fortsättning på Carl Barks serie med pygméindianerna Pygméindianernas liv (Land of the Pygmy Indians).
Serien har bland annat publicerats i Kalle Anka & C:o nr 45-47 1991.